# Équipe des Philippines de Fed Cup
L'équipe des Philippines de Fed Cup est l’équipe qui représente les Philippines lors de la compétition de tennis féminin par équipe nationale appelée Fed Cup (ou « Coupe de la Fédération » jusqu'en 1994).
Cette équipe a débuté lors de l'édition 1974 et a réalisé son meilleur résultat en atteignant le deuxième tour du groupe mondial en 1982 en battant le Sénégal au premier tour.

## Joueuses marquantes
- Czarina-Mae Arevalo
- Marian Capadocia (en)
- Dyan Castillejo (en)
- Khim Iglupas (en)
- Katharina Lehnert (en)
- Anna Clarice Patrimonio (en)
- Jennifer Saret